# 常思
常思（1986年11月15日—），北京人，中國女子花樣游泳運動員。

## 生涯
常思出生於相聲世家，她的祖父是相聲大師常寶華；但由於相聲傳統只傳男不傳女，所以家人自小便安排她練習藝術體操。後來，因為北京沒有藝術體操的專業隊，她在11歲時改為練花樣游泳。
2010年，與隊友參加廣州亞運會花樣游泳比賽的集體及自由組合比賽，奪得兩面金牌。比賽中，中國隊以電影《愛麗絲夢遊仙境》作表演藍本，常思則飾演紅皇后的一個兵。
2012年，常思代表中国出戰英國倫敦舉行的奥林匹克运动会水上芭蕾比賽雙人項目及團體項目賽事。

## 延伸阅读
[在维基数据编辑]